# Olympique de Marseille 2022-2023
Questa voce raccoglie le informazioni riguardanti l'Olympique de Marseille nelle competizioni ufficiali della stagione 2022-2023.

## Maglie e sponsor
Lo sponsor tecnico per la stagione 2022-2023 è Puma, mentre lo sponsor ufficiale è Cazoo.
| Casa | Trasferta | Terza divisa |

## Rosa
Aggiornata al 2 marzo 2023.
| N. |                                 | Ruolo | Calciatore                  |
| -- | ------------------------------- | ----- | --------------------------- |
| 1  | Camerun (bandiera)              | P     | Simon Ngapandouetnbu        |
| 4  | Francia (bandiera)              | D     | Samuel Gigot                |
| 5  | Argentina (bandiera)            | D     | Leonardo Balerdi            |
| 6  | Francia (bandiera)              | C     | Mattéo Guendouzi            |
| 7  | Francia (bandiera)              | C     | Jonathan Clauss             |
| 8  | Marocco (bandiera)              | C     | Azzedine Ounahi             |
| 10 | Francia (bandiera)              | C     | Dimitri Payet               |
| 13 | Turchia (bandiera)              | C     | Bartuğ Elmaz                |
| 15 | Portogallo (bandiera)           | A     | Vitinha                     |
| 16 | Spagna (bandiera)               | P     | Pau López                   |
| 17 | Turchia (bandiera)              | A     | Cengiz Ünder                |
| 18 | Ucraina (bandiera)              | C     | Ruslan Malinovs'kyj         |
| 21 | Francia (bandiera)              | C     | Valentin Rongier (capitano) |
| 23 | Bosnia ed Erzegovina (bandiera) | A     | Sead Kolašinac              |
| 27 | Francia (bandiera)              | C     | Jordan Veretout             |
| 29 | Burkina Faso (bandiera)         | C     | Issa Kaboré                 |
| 30 | Portogallo (bandiera)           | D     | Nuno Tavares                |

| N. |                           | Ruolo | Calciatore           |
| -- | ------------------------- | ----- | -------------------- |
| 30 | Camerun (bandiera)        | A     | François-Régis Mughe |
| 34 | Francia (bandiera)        | C     | Paolo Sciortino      |
| 36 | Spagna (bandiera)         | P     | Rubén Blanco         |
| 38 | Francia (bandiera)        | D     | Aaron Kamardin       |
| 43 | Francia (bandiera)        | C     | Nassim Ahmed         |
| 70 | Cile (bandiera)           | A     | Alexis Sánchez       |
| 99 | Rep. del Congo (bandiera) | D     | Chancel Mbemba       |
| -- | Costa d'Avorio (bandiera) | D     | Eric Bailly          |
| -- | RD del Congo (bandiera)   | A     | Cédric Bakambu       |
| -- | Francia (bandiera)        | C     | Salim Ben Seghir     |
| -- | Croazia (bandiera)        | D     | Duje Ćaleta-Car      |
| -- | Senegal (bandiera)        | A     | Bamba Dieng          |
| -- | Brasile (bandiera)        | C     | Gerson               |
| -- | Senegal (bandiera)        | C     | Pape Gueye           |
| -- | Polonia (bandiera)        | A     | Arkadiusz Milik      |
| -- | Colombia (bandiera)       | A     | Luis Suárez          |
| -- | Francia (bandiera)        | D     | Isaak Touré          |

## Calciomercato

### Sessione estiva
| Acquisti | Acquisti         | Acquisti        | Acquisti                       |
| R.       | Nome             | da              | Modalità                       |
| -------- | ---------------- | --------------- | ------------------------------ |
| P        | Pau López        | Roma            | definitivo (12 milioni €)      |
| C        | Mattéo Guendouzi | Arsenal         | definitivo (11 milioni €)      |
| C        | Jordan Veretout  | Roma            | definitivo (11 milioni €)      |
| A        | Luis Suárez      | Granada         | definitivo (10 milioni €)      |
| A        | Cengiz Ünder     | Roma            | definitivo (8,4 milioni €)     |
| A        | Arkadiusz Milik  | Napoli          | definitivo (8 milioni €)       |
| C        | Jonathan Clauss  | Lens            | definitivo (7.5 milioni €)     |
| D        | Isaak Touré      | Le Havre        | definitivo (5,5 milioni €)     |
| D        | Eric Bailly      | Manchester Utd  | prestito oneroso (2 milioni €) |
| D        | Chancel Mbemba   | Porto           | definitivo (gratuito)          |
| A        | Alexis Sánchez   | Inter           | definitivo (gratuito)          |
| D        | Nuno Tavares     | Arsenal         | prestito                       |
| D        | Issa Kaboré      | Manchester City | prestito                       |
| P        | Rubén Blanco     | Celta Vigo      | prestito                       |
| D        | Samuel Gigot     | Spartak Mosca   | fine prestito                  |
| D        | Jordan Amavi     | Nizza           | fine prestito                  |
| D        | Lucas Perrin     | Strasburgo      | fine prestito                  |
| C        | Nemanja Radonjić | Benfica         | fine prestito                  |
| C        | Kevin Strootman  | Cagliari        | fine prestito                  |

| Cessioni | Cessioni            | Cessioni    | Cessioni                             |
| R.       | Nome                | a           | Modalità                             |
| -------- | ------------------- | ----------- | ------------------------------------ |
| D        | Duje Caleta-Car     | Southampton | cessione definitiva (10 milioni €)   |
| D        | Luan Peres          | Fenerbahçe  | cessione definitiva (5.23 milioni €) |
| D        | Lucas Perrin        | Strasburgo  | cessione definitiva (1,5 milioni €)  |
| A        | Arkadiusz Milik     | Juventus    | prestito oneroso (900 mila €)        |
| C        | Boubacar Kamara     | Aston Villa | cessione definitiva (gratuita)       |
| D        | Álvaro González     | Al-Nassr    | cessione definitiva (gratuita)       |
| P        | Steve Mandanda      | Rennes      | cessione definitiva (gratuita)       |
| A        | Cédric Bakambu      | Olympiacos  | cessione definitiva (gratuita)       |
| D        | Pol Lirola          | Elche       | prestito                             |
| A        | Konrad de la Fuente | Olympiacos  | prestito                             |
| A        | Luis Henrique       | Botafogo    | prestito                             |
| A        | Nemanja Radonjić    | Torino      | prestito                             |
| C        | Kevin Strootman     | Genoa       | prestito                             |
| D        | Oussama Targhalline | Alanyaspor  | prestito                             |
| D        | William Saliba      | Arsenal     | fine prestito                        |
| C        | Mattéo Guendouzi    | Arsenal     | fine prestito                        |
| A        | Cengiz Ünder        | Roma        | fine prestito                        |
| A        | Arkadiusz Milik     | Napoli      | fine prestito                        |
| P        | Pau López           | Roma        | fine prestito                        |
| C        | Amine Harit         | Schalke 04  | fine prestito                        |

### Sessione invernale
| Acquisti | Acquisti            | Acquisti   | Acquisti                           |
| R.       | Nome                | da         | Modalità                           |
| -------- | ------------------- | ---------- | ---------------------------------- |
| C        | Oussama Targhalline | Alanyaspor | fine prestito                      |
| C        | Ruslan Malinovs'kyj | Atalanta   | prestito (30.6.2023)               |
| C        | Azzedine Ounahi     | Angers     | acquisto definitivo (8 milioni €)  |
| A        | Vitinha             | Braga      | acquisto definitivo (32 milioni €) |

| Cessioni | Cessioni            | Cessioni     | Cessioni                           |
| R.       | Nome                | a            | Modalità                           |
| -------- | ------------------- | ------------ | ---------------------------------- |
| C        | Gerson              | Flamengo     | cessione definitiva (15 milioni €) |
| C        | Oussama Targhalline | Le Havre     | cessione definitiva (gratuita)     |
| A        | Luis Suárez         | Almería      | prestito (30.6.2023)               |
| D        | Isaak Touré         | Auxerre      | prestito (30.6.2023)               |
| A        | Bamba Dieng         | Lorient      | cessione definitiva (7 milioni €)  |
| A        | Salim Ben Seghir    | Valenciennes | prestito (30.6.2023)               |
| C        | Pape Gueye          | Siviglia     | prestito (30.6.2023)               |

## Risultati
Dati aggiornati al 21 maggio 2023.

### Ligue 1

#### Girone di andata
| Arbitro: | Brisard |

|                                                 |           |             |
| Faes 13’ (aut.) Tavares 45+1’ Suárez 75’, 90+3’ | Marcatori | 84’ Balogun |

| Arbitro: | Stinat |

|                |           |             |
| Lees-Melou 61’ | Marcatori | 38’ Tavares |

| Arbitro: | Pignard |

|                               |           |                 |
| Mbemba 70’ Pallois 82’ (aut.) | Marcatori | 76’ (rig.) Blas |

| Arbitro: | Letexier |

|  |           |                              |
|  | Marcatori | 10’, 42’ Sánchez 37’ Tavares |

| Arbitro: | Wattelier |

|           |           |  |
| Gueye 49’ | Marcatori |  |

| Arbitro: | Delajod |

|  |           |                       |
|  | Marcatori | 8’ Gerson 84’ Sánchez |

| Arbitro: | Millot |

|                       |           |             |
| Sánchez 26’ Gigot 61’ | Marcatori | 12’ Ismaily |

| Arbitro: | Bastien |

|               |           |                      |
| Guendouzi 52’ | Marcatori | 25’ (aut.) Guendouzi |

| Arbitro: | Hamel |

|  |           |                                  |
|  | Marcatori | 35’ Clauss 50’ Suárez 59’ Gerson |

| Arbitro: | Delajod |

|                  |           |                                     |
| Payet 15’ (rig.) | Marcatori | 25’ Moussiti-Oko 47’ (aut.) Balerdi |

| Arbitro: | Turpin |

|              |           |  |
| Neymar 45+2’ | Marcatori |  |

| Arbitro: | Millot |

|  |           |           |
|  | Marcatori | 78’ Costa |

| Arbitro: | Buquet |

|                           |           |                     |
| Mothiba 76’ Gameiro 90+3’ | Marcatori | 8’ Dieng 35’ Kaboré |

| Arbitro: | Letexier |

|           |           |  |
| Gigot 43’ | Marcatori |  |

| Arbitro: | Bastien |

|                            |           |                                          |
| Ben Yedder 45’ Volland 72’ | Marcatori | 35’ Sánchez 83’ Veretout 90+7’ Kolašinac |

| Arbitro: | Pignard |

|                                                                                        |           |                           |
| Rongier 12’ Nicolaisen 40’ (aut.) Kolašinac 51’ Payet 61’ Ünder 79’ (rig.) Tavares 81’ | Marcatori | 65’ (rig.) van den Boomen |

| Arbitro: | Buquet |

|                     |           |                               |
| Savanier 90’ (rig.) | Marcatori | 46’ Tavares 60’ (aut.) Estève |

| Arbitro: | El Hadj |

|  |           |                         |
|  | Marcatori | 10’ Mbemba 46’ Veretout |

| Arbitro: | Depechy |

|                                        |           |           |
| Kolašinac 38’ Sánchez 53’ Veretout 59’ | Marcatori | 29’ Moffi |

#### Girone di ritorno
| Arbitro: | Pignard |

|             |           |                     |
| Sánchez 47’ | Marcatori | 17’ (aut.) Veretout |

| Arbitro: | Delajod |

|  |           |                                     |
|  | Marcatori | 57’ (aut.) João Victor 90+2’ Ounahi |

| Arbitro: | Turpin |

|                  |           |                                  |
| Malinovs'kyj 60’ | Marcatori | 38’ Diop 44’ Laborde 85’ Brahimi |

| Arbitro: | Buquet |

|  |           |                         |
|  | Marcatori | 44’ (rig.), 81’ Sánchez |

| Arbitro: | Frappart |

|                        |           |                                  |
| Dallinga 3’ Onaiwu 87’ | Marcatori | 52’ Mbemba 59’ Ünder 78’ Tavares |

| Arbitro: | Turpin |

|  |           |                           |
|  | Marcatori | 25’, 55’ Mbappé 29’ Messi |

| Arbitro: | Wattellier |

|  |           |               |
|  | Marcatori | 57’ Kolašinac |

| Arbitro: | Pignard |

|                               |           |                 |
| Mbemba 49’ Sánchez 76’ (rig.) | Marcatori | 88’, 89’ Aholou |

| Arbitro: | Letexier |

|             |           |                  |
| Balogun 13’ | Marcatori | 16’, 29’ Sánchez |

| Arbitro: | Léonard |

|                      |           |            |
| Guendouzi 44’ (rig.) | Marcatori | 12’ Nordin |

| Lorient 9 aprile 2023, ore 20:45 UTC+2 30ª giornata | Lorient | 0 – 0 referto | Olympique Marsiglia | Stadio Yves Allainmat (16.767 spett.)\| Arbitro: \| Delajod \| |
| Arbitro:                                            | Delajod |               |                     |                                                                |

| Arbitro: | Millot |

|                           |           |             |
| Vitinha 2’, 64’ Ünder 40’ | Marcatori | 90+1’ Baldé |

| Arbitro: | Brisard |

|               |           |                              |
| Lacazette 68’ | Marcatori | 44’ Ünder 90+1’ (aut.) Gusto |

| Arbitro: | Pignard |

|                       |           |           |
| Ünder 75’ Sánchez 77’ | Marcatori | 33’ Touré |

| Arbitro: | Turpin |

|                       |           |           |
| Fofana 42’ Openda 60’ | Marcatori | 88’ Payet |

| Arbitro: | Millot |

|                                           |           |          |
| Sánchez 34’ Payet 48’ Veretout 77’ (rig.) | Marcatori | 28’ Sima |

| Arbitro: | Brisard |

|                            |           |            |
| David 50’ (rig.) Bamba 72’ | Marcatori | 29’ Clauss |

| Arbitro: | Frappart |

|            |           |                         |
| Mbemba 75’ | Marcatori | 57’ Magnetti 81’ Camara |

| Arbitro: | Bastien |

|              |           |  |
| C. Vidal 88’ | Marcatori |  |

### Coppa di Francia
| Arbitro: | Stinat |

|  |           |                                |
|  | Marcatori | 45+1’ (rig.) Sánchez 70’ Dieng |

| Arbitro: | Frappart |

|               |           |  |
| Guendouzi 59’ | Marcatori |  |

| Arbitro: | Letexier |

|                                     |           |             |
| Sánchez 31’ (rig.) Malinovs'kyj 57’ | Marcatori | 45+2’ Ramos |

| Arbitro: | Bastien |

|                                                                 |                      |                                                             |
| Veretout 29’ Mughe 90+6’                                        | Marcatori            | 53’ Sahi Dion 59’ Mouanga                                   |
| Guendouzi Sánchez Tavares Clauss Ounahi Vitinha Rongier Balerdi | Tiri di rigore 6 – 7 | Kashi Demoncy Mouanga Baldé Jean El Jaouhari Shamal Lajugie |

### UEFA Champions League

#### Fase a gironi
| Arbitro: | Vinčić |

|                      |           |  |
| Richarlison 76’, 81’ | Marcatori |  |

| Arbitro: | Sánchez Martínez |

|  |           |               |
|  | Marcatori | 43’ Lindstrøm |

| Arbitro: | Massa |

|                                              |           |            |
| Sánchez 13’ Harit 16’ Balerdi 28’ Mbemba 84’ | Marcatori | 1’ Trincão |

| Arbitro: | Hernández Hernández |

|  |           |                           |
|  | Marcatori | 20’ Guendouzi 30’ Sánchez |

| Arbitro: | Gil Manzano |

|                          |           |               |
| Kamada 3’ Kolo Muani 27’ | Marcatori | 22’ Guendouzi |

| Arbitro: | Marciniak |

|              |           |                            |
| Mbemba 45+2’ | Marcatori | 54’ Lenglet 90+5’ Højbjerg |

## Statistiche

### Statistiche di squadra
| Competizione     | Punti | In casa | In casa | In casa | In casa | In casa | In casa | In trasferta | In trasferta | In trasferta | In trasferta | In trasferta | In trasferta | Totale | Totale | Totale | Totale | Totale | Totale | DR  |
| Competizione     | Punti | G       | V       | N       | P       | Gf      | Gs      | G            | V            | N            | P            | Gf           | Gs           | G      | V      | N      | P      | Gf     | Gs     | DR  |
| ---------------- | ----- | ------- | ------- | ------- | ------- | ------- | ------- | ------------ | ------------ | ------------ | ------------ | ------------ | ------------ | ------ | ------ | ------ | ------ | ------ | ------ | --- |
| Ligue 1          | 73    | 19      | 10      | 4       | 5       | 35      | 24      | 19           | 12           | 3            | 4            | 32           | 16           | 38     | 22     | 8      | 8      | 67     | 40     | +27 |
| Coppa di Francia | -     | 3       | 2       | 1       | 0       | 5       | 3       | 1            | 1            | 0            | 0            | 2            | 0            | 4      | 3      | 1      | 0      | 7      | 3      | +4  |
| Champions League | 6     | 3       | 1       | 0       | 2       | 5       | 4       | 3            | 1            | 0            | 2            | 3            | 4            | 6      | 2      | 0      | 4      | 8      | 8      | 0   |
| Totale           | -     | 25      | 13      | 5       | 7       | 45      | 31      | 23           | 14           | 3            | 6            | 37           | 20           | 48     | 27     | 8      | 13     | 82     | 51     | +31 |

### Statistiche individuali
| Giocatore       | Ligue 1  | Ligue 1 | Ligue 1     | Ligue 1    | Coppa di Francia | Coppa di Francia | Coppa di Francia | Coppa di Francia | Champions League | Champions League | Champions League | Champions League | Totale   | Totale | Totale      | Totale     |
| Giocatore       | Presenze | Reti    | Ammonizioni | Espulsioni | Presenze         | Reti             | Ammonizioni      | Espulsioni       | Presenze         | Reti             | Ammonizioni      | Espulsioni       | Presenze | Reti   | Ammonizioni | Espulsioni |
| --------------- | -------- | ------- | ----------- | ---------- | ---------------- | ---------------- | ---------------- | ---------------- | ---------------- | ---------------- | ---------------- | ---------------- | -------- | ------ | ----------- | ---------- |
| E. Bailly       | 17       | 0       | 1           | 0          | 1                | 0                | 0                | 1                | 5                | 0                | 2                | 0                | 23       | 0      | 3           | 1          |
| L. Balerdi      | 35       | 0       | 9           | 1          | 3                | 0                | 2                | 0                | 6                | 1                | 1                | 0                | 44       | 1      | 12          | 1          |
| R. Blanco       | 6        | -5      | 0           | 0          | 1                | 0                | 0                | 0                | 0                | 0                | 0                | 0                | 7        | -5     | 0           | 0          |
| J. Clauss       | 34       | 2       | 1           | 0          | 2                | 0                | 0                | 0                | 6                | 0                | 1                | 0                | 42       | 2      | 2           | 0          |
| B. Elmaz        | 0        | 0       | 0           | 0          | 1                | 0                | 0                | 0                | 0                | 0                | 0                | 0                | 1        | 0      | 0           | 0          |
| S. Gigot        | 26       | 2       | 3           | 2          | 2                | 0                | 0                | 0                | 5                | 0                | 0                | 0                | 33       | 2      | 3           | 2          |
| M. Guendouzi    | 33       | 2       | 3           | 0          | 4                | 1                | 1                | 0                | 6                | 2                | 1                | 0                | 43       | 5      | 5           | 0          |
| A. Harit        | 10       | 0       | 1           | 0          | 0                | 0                | 0                | 0                | 6                | 1                | 0                | 0                | 16       | 1      | 1           | 0          |
| I. Kaboré       | 22       | 1       | 1           | 0          | 3                | 0                | 0                | 0                | 4                | 0                | 0                | 0                | 29       | 1      | 1           | 0          |
| S. Kolašinac    | 33       | 4       | 3           | 0          | 4                | 0                | 0                | 0                | 4                | 0                | 0                | 0                | 41       | 4      | 3           | 0          |
| P. López        | 33       | -34     | 3           | 0          | 3                | -3               | 0                | 0                | 6                | -8               | 0                | 0                | 42       | -45    | 3           | 0          |
| R. Malinovs'kyj | 20       | 1       | 4           | 0          | 3                | 1                | 0                | 0                | 0                | 0                | 0                | 0                | 23       | 2      | 4           | 0          |
| C. Mbemba       | 36       | 5       | 2           | 0          | 4                | 0                | 1                | 0                | 5                | 2                | 0                | 1                | 45       | 7      | 3           | 1          |
| F.-R. Mughe     | 0        | 0       | 0           | 0          | 1                | 1                | 0                | 0                | 0                | 0                | 0                | 0                | 1        | 1      | 0           | 0          |
| A. Ounahi       | 7        | 1       | 0           | 0          | 2                | 0                | 0                | 0                | 0                | 0                | 0                | 0                | 9        | 1      | 0           | 0          |
| D. Payet        | 24       | 4       | 0           | 0          | 1                | 0                | 0                | 0                | 2                | 0                | 0                | 0                | 27       | 4      | 0           | 0          |
| V. Rongier      | 36       | 1       | 8           | 0          | 4                | 0                | 0                | 0                | 6                | 0                | 0                | 0                | 46       | 1      | 8           | 0          |
| A. Sánchez      | 35       | 14      | 3           | 0          | 4                | 2                | 0                | 0                | 4                | 2                | 0                | 0                | 43       | 18     | 3           | 0          |
| N. Tavares      | 31       | 6       | 6           | 1          | 2                | 0                | 0                | 0                | 6                | 0                | 1                | 0                | 39       | 6      | 7           | 1          |
| C. Ünder        | 37       | 5       | 3           | 0          | 3                | 0                | 0                | 0                | 6                | 0                | 1                | 0                | 46       | 5      | 4           | 0          |
| J. Veretout     | 38       | 4       | 4           | 0          | 4                | 1                | 0                | 0                | 6                | 0                | 2                | 0                | 48       | 5      | 6           | 0          |
| Vitinha         | 14       | 2       | 0           | 0          | 2                | 0                | 0                | 0                | 0                | 0                | 0                | 0                | 16       | 2      | 0           | 0          |
| C. Bakambu      | 3        | 0       | 0           | 0          | 0                | 0                | 0                | 0                | 0                | 0                | 0                | 0                | 3        | 0      | 0           | 0          |
| S. Ben Seghir   | 1        | 0       | 0           | 0          | 1                | 0                | 0                | 0                | 0                | 0                | 0                | 0                | 2        | 0      | 0           | 0          |
| D. Ćaleta-Car   | 1        | 0       | 0           | 0          | 0                | 0                | 0                | 0                | 0                | 0                | 0                | 0                | 1        | 0      | 0           | 0          |
| B. Dieng        | 10       | 1       | 1           | 0          | 2                | 1                | 0                | 0                | 0                | 0                | 0                | 0                | 12       | 2      | 1           | 0          |
| Gerson          | 10       | 2       | 1           | 0          | 0                | 0                | 0                | 0                | 3                | 0                | 0                | 0                | 13       | 2      | 1           | 0          |
| P. Gueye        | 14       | 1       | 1           | 0          | 2                | 0                | 0                | 0                | 3                | 0                | 0                | 0                | 19       | 1      | 1           | 0          |
| A. Milik        | 2        | 0       | 1           | 0          | 0                | 0                | 0                | 0                | 0                | 0                | 0                | 0                | 2        | 0      | 1           | 0          |
| L. Suárez       | 7        | 3       | 1           | 0          | 0                | 0                | 0                | 0                | 5                | 0                | 1                | 0                | 12       | 3      | 2           | 0          |
| I. Touré        | 5        | 0       | 1           | 0          | 0                | 0                | 0                | 0                | 0                | 0                | 0                | 0                | 5        | 0      | 1           | 0          |